# Спалах (телесеріал)
СПАЛАХ  — багатосерійний документальний проєкт онлайн-медіа СЛУХ про нову українську культуру (перших 30 років незалежності). Виходив на YouTube у форматі веб-серіалу, отримавши схвальні відгуки преси а також увагу пересічного глядача, освітніх інституцій і профільного міністерства.
В центрі оповідання проєкту  — інтерв'ю з культурними діячами.

## Список випусків
| Назва                                | Дата виходу       | Посилання |
| ------------------------------------ | ----------------- | --------- |
| Новий український фольк              | 25 листопада 2020 | [ 3 ]     |
| Нова українська комедія              | 10 грудня 2020    | [ 4 ]     |
| Нова українська рейв-культура        | 23 грудня 2020    | [ 5 ]     |
| Нова українська гастрокультура       | 20 січня 2021     | [ 6 ]     |
| Нове українське кіно                 | 10 березня 2021   | [ 7 ]     |
| Нові українські кліпи                | 17 березня 2021   | [ 8 ]     |
| Нова українська мода                 | 1 квітня 2021     | [ 9 ]     |
| Нове українське вуличне мистецтво    | 15 квітня 2021    | [ 10 ]    |
| Нова українська танцювальна культура | 12 травня 2021    | [ 11 ]    |
| Нова українська популярна музика     | 18 червня 2021    | [ 12 ]    |

## Виробництво
«СПАЛАХ» є фактичним першим проєктом створеної на базі видання СЛУХ кінокомпанії KNIFE! Films (хоч у титрах студія ще не вказана).
«Це швидше був наш перший спільний великий проєкт, у якому ми змогли зробити те, що давно хотіли»

## Реакція
Фільм викликав жвавий інтерес у українського глядача, критики та преси.
Окрему увагу на серіал звернуло Міністерство культури та стратегічних комунікацій України.
Звернули увагу на серіал також освітні інституції, зокрема Навчально-науковий інститут журналістики Київського національного університету імені Тараса Шевченка.